# Balm bei Günsberg
Balm bei Günsberg es una comuna suiza del cantón de Soleura, ubicada en el distrito de Lebern. Limita al norte con las comunas de Welschenrohr y Herbetswil, al este con Günsberg, al sureste con Riedholz, al suroeste con Rüttenen, y al oeste con Welschenrohr.

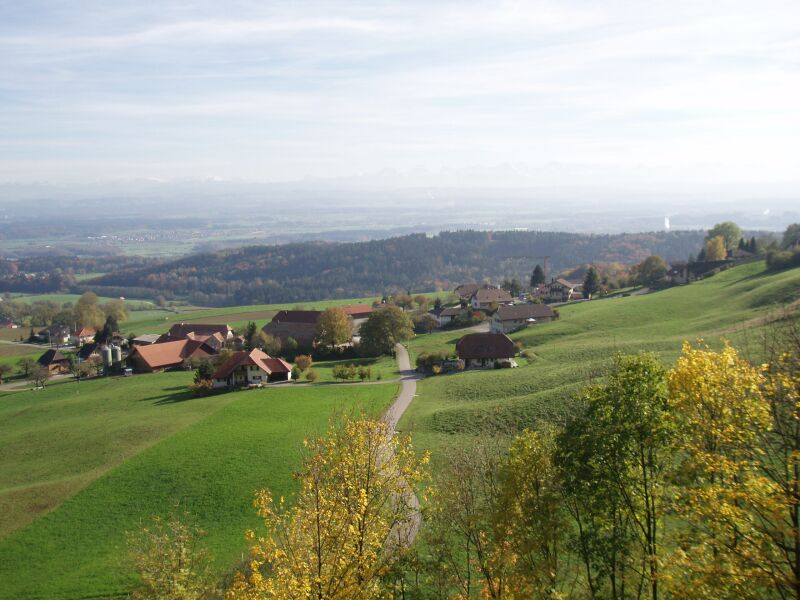
Vista de Balm bei Günsberg.